# Kamen Rider V3
Kamen Rider X
Kamen Rider V3 (仮面ライダーV3, Kamen Raidā Buisurī) est une série télévisée japonaise de style Tokusatsu. Elle est la seconde série et la suite directe de la série originale Kamen Rider. Elle est le fruit de la collaboration entre Shotaro Ishinomori et la société Toei. Elle a été diffusée sur TV Asahi après la fin de la série originale Kamen Rider du 17 février 1973 au 9 février 1974, durant 52 épisodes, et a été suivie de Kamen Rider X.

## Synopsis
Une nuit, Shiro Kazami est témoin malgré lui d'un meurtre commis par l'organisation maléfique Destron, faisant de lui leur nouvelle cible. 
Dans une première tentative, ils tentent de poser une bombe dans sa tasse de café, mais elle échoue quand la sœur de Shiro, Yukiko, le distrait, lui faisant renverser son café. La seconde tentative a lieu alors qu'il s'entraine à la course moto avec Tobei Tachibana, le blessant grièvement. Lors de leur troisième tentative, un soldat de Destron, déguisé en médecin, tente alors d'injecter du poison à Shiro, lors de son transport vers l'hôpital, mais ce dernier reprend conscience à temps et tue le soldat. Pendant ce temps, une jeune femme pénètre par inadvertance dans la base de Destron, et se retrouve elle aussi poursuivie. Lors de sa fuite, elle tombe nez à nez avec Shiro, rentrant chez lui en moto, sans s'apercevoir de la présence des soldats de Destron. 
Sur le coup de la surprise, Junko s'évanouit et Shiro la conduit chez lui. Alors que la famille Kazami s'occupe d'elle, Shiro part signaler sa mésaventure au poste de police. À son retour chez lui, il retrouve sa famille assassinée par Hasami Jaguar, un jaguar mutant avec des lames en guise de bras. Alors qu'il s'apprête à tuer Junko et Shiro, il est arrêté par le professeur de lycée de Shiro, Takeshi Hongo, transformé en Kamen Rider Ichigo. Peu après avoir mis en déroute les renforts de Destron, Kamen Rider Nigo arrive, mais trop tard. Shiro, ivre de vengeance, demande aux Riders de le transformer lui aussi en cyborg, mais ils refusent, expliquant à Shiro ce qui lui arriverait. En effet, malgré cela, il ne pourrait jamais retrouver sa famille. Les Kamen Riders demandent alors à Junko l'emplacement de la base de Destron découverte précédemment. Le jour suivant, ils infiltrent les lieux, qui se révèle être un piège. Shiro intervient et leur sauve la vie, mais se retrouve grièvement blessé pendant l'opération. Les Riders n'ont alors pas le choix hormis de le transformer à son tour en cyborg. Lors de la contre attaque de Destron, avec le mutant Kame Bazooka, et alors que les Riders sont sur le point de mourir, Shiro apparait et devient Kamen Rider V3. Dès lors, il utilisera son nouveau pouvoir pour protéger l'humanité des méfaits de Destron.

## Distribution
- Shiro Kazami (風見 志郎, Kazami Shirō?) : Hiroshi Miyauchi (en) (宮内　洋, Miyauchi Hiroshi?)[3]
- Tōbei Tachibana (立花 藤兵衛, Tachibana Tōbei?) : Akiji Kobayashi (小林 昭二, Kobayashi Akiji?)[4]
- Junko Tama (珠 純子, Tama Junko?) : Hizuru Ono (小野 ひずる, Ono Hizuru?)[5]
- Shigeru Tama (珠 シゲル, Tama Shigeru?) : Hideki Kawaguchi (川口 英樹, Kawaguchi Hideki?)[6]
- Jōji Yūki (結城 丈二, Yūki Jōji?) : Takehisa Yamaguchi (山口 豪久, Yamaguchi Takehisa?) (Joué par Satoru Yamaguchi (山口 暁, Yamaguchi Satoru?))
- Doktor G (ドクトルＧ, Dokutoru Gē?) : Jōtarō Senba (千波 丈太郎, Senba Jōtarō?)
- Baron Kiba (キバ男爵, Kiba Danshaku?) : Eiji Gō (郷 鍈治, Gō Eiji?)
- Archevêque Ailé (ツバサ大僧正, Tsubasa Daisōjō?) : Sachio Fujino (富士乃 幸雄, Fujino Sachio?)
- Maréchal Blindé (ヨロイ元帥, Yoroi Gensui?) : Bunya Nakamura (中村 文弥, Nakamura Bunya?)[7]
- Ken Sakuma (佐久間 ケン, Sakuma Ken?) : Ken Kawashima (川島 健, Kawashima Ken?)[8]
- Le Grand Chef de Destron (デストロン首領, Desutoron Shuryō?, Voix) : Gorō Naya (納谷 悟郎, Naya Gorō?)[9]
- Narrateur (ナレーター, Narētā?) : Shinji Nakae (中江 真司, Nakae Shinji?)[10]

## Épisodes
1. Le Rider n°3 : Son nom est V3 ! (ライダー３号 その名はV3！, Raidā Sangō Sono Na wa Buisurī!?)
2. Le dernier testament des Double Riders (ダブルライダーの遺言状, Daburu Raidā no Yuigonjō?)
3. L'exécution de V3 (死刑台のV3, Shikeidai no Buisurī?)
4. Les 26 secrets de V3 !? (V3の２６の秘密！？, Buisurī no Nijūroku no Himitsu!??)
5. L'homme serpent avec une mitrailleuse ! (機関銃を持ったヘビ人間！, Kikanjū o Motta Hebi Ningen!?)
6. Voici le Marteau-Poulpe ! V3, déchaine ta technique mortelle !! (ハンマークラゲ出現! 放てV3の必殺わざ！！, Hanmā Kurage Shutsugen! Hanate Buisurī no Hissatsu-waza!!?)
7. L'entrainement spécial de la fureur de V3 (ライダーV3 怒りの特訓, Raidā Buisurī Ikari no Tokkun?)
8. Attention, V3 ! Watch Out, V3! Prends garde à la terrible scie électrique (危うしV3！迫る電気ノコギリの恐怖, Ayaushi Buisurī! Semaru Denki Nokogiri no Kyōfu?)
9. Qu'est-ce que l'escadron infernal de Destron !? (デストロン、地獄部隊とは何か！？, Desutoron, Jigoku Butai to wa Nani ka!??)
10. Le secret du Double Typhoon (ダブルタイフーンの秘密, Daburu Taifūn no Himitsu?)
11. Les griffes maléfiques s'approchent de V3 !! (悪魔の爪がV3をねらう！！, Akuma no Tsume ga Buisurī o Nerau!?)
12. Junko devient la femme d'un mutant !? (純子が怪人の花嫁に！？, Junko ga Kaijin no Hanayome ni!??)
13. Le terrifiant commandant: Doktor G !! (恐怖の大幹部ドクトル・ゲー！, Kyōfu no Daikanbu Dokutoru Gē!?)
14. Le mémento secret des Double Riders (ダブルライダー秘密のかたみ, Daburu Raidā Himitsu no Katami?)
15. La faiblesse fatale de V3 !! (ライダーV3 死の弱点！！, Raidā Buisurī Shi no Jakuten!!?)
16. Le mutant Gecko lance-missiles ! (ミサイルを背負ったヤモリ怪人！, Misairu o Seotta Yamori Kaijin!?)
17. Le spray démoniaque est l'arme de la Faucheuse (デビルスプレーは死神の武器, Debiru Supurē wa Shinigami no Buki?)
18. V3, attention au traitre malfaisant ! (悪魔の裏切り あやうしV3！, Akuma no Uragiri Ayaushi Buisurī!?)
19. Opération Poisson-lune Apache: Torpille !! (ハリフグアパッチの魚雷作戦！！, Harifugu Apatchi no Gyorai Sakusen!!?)
20. Opération: La conquête de Shikoku par Destron (デストロン四国占領作戦, Desutoron Shikoku Senryō Sakusen?)
21. Les Double Riders sont vivants (生きていたダブルライダー, Ikiteita Daburu Raidā?)
22. Le camp de la terreur : Le mystère du canal souterrain (恐怖のキャンプ！地底運河のなぞ!, Kyōfu no Kyanpu! Chitei Unga no Nazo!?)
23. Terreur ! Le vampire du cimetière (怪奇！墓場から来た吸血男, Kaiki! Hakaba Kara Kita Kyūketsu Otoko?)
24. Mystérieux ! Le manoir du cafard !! (怪奇！ゴキブリ屋敷！！, Kaiki! Gokiburi Yashiki!!?)
25. Mystérieux ! Le bataillon des soldats de Destron (怪奇！！デストロン、レインジャー部隊, Kaiki!! Desutoron, Reinjā Butai?)
26. L'opération Mutant Cigale-Radiateur: Momie !! (怪人ヒーターゼミのミイラ作戦, Kaijin Hītā Zemi no Miira Sakusen?)
27. Revenus d'entre les morts : Zol, Mort, Enfer et Black (生きかえったゾル・死神・地獄・ブラック, Ikikaetta Zoru - Shinigami - Jigoku - Burakku?)
28. L'attaque combinée des cinq commandants !! (五大幹部の総攻撃！, Go Daikanbu no Sōkōgeki!?)
29. Le dernier challenge du Doktor G ! (ドクトル・ゲー最後の挑戦！, Dokutoru Gē Saigo no Chōsen!?)
30. Doktor G ! Le véritable visage du mal est...? (ドクトル・ゲー！悪魔の正体は？, Dokutoru Gē! Akuma no Shōtai wa??)
31. Voici Baron Tusk : le commandant des malédictions !! (呪いの大幹部キバ男爵出現！！, Noroi no Daikanbu Kiba-danshaku Shutsugen!!?)
32. Le spectre du marécage Onibi : les scouts riders annihilés !? (鬼火沼の怪 ライダー隊全滅！？, Onibi Numa no Kai Raidā Tai Zenmetsu!??)
33. V3 en danger ! Les Riders Ichigo et Nigo reviennent !! (V3危うし！帰ってきたライダー１号、２号！！, Buisurī Ayaushi! Kaetekita Raidā Ichigō, Nigō!!?)
34. Moment critique ! Le Baron Kiba contre les trois Riders !! (危機一髪！キバ男爵対三人ライダー！！, Kikiippatsu! Kiba-danshaku Tai Sannin Raidā!!?)
35. L'ultime transformation du Baron Kiba (キバ男爵最後の変身, Kiba-danshaku Saigo no Henshin?)
36. Le bataillon ailé : Les démons du ciel (空の魔神 ツバサ軍団, Sora no Majin Tsubasa Gundan?)
37. Le temple mystérieux : La malédiction du clan Musasabi ! (怪しの寺 ムササビ族の呪い！, Ayashi no Tera Musasabi Zoku no Noroi!?)
38. V3: Le saut en parachute mortel ! (子連れV3 死のスカイダイビング, Kotsure Buisurī Shi no Sukaidaibingu?)
39. La terreur de la faune carnivore: Le bananier mangeur d'homme ! (人喰い植物 バショウガンの恐怖！！, Hitokui Shokubutsu Bashōgan no Kyōfu!!?)
40. Mort subite ! le V3 Mach Kick !! (必殺！V3マッハキック！！, Hissatsu! Buisurī Mahha Kikku!!?)
41. Ah ! Les gens fondent ! Voici le Maréchal Blindé (あッ！人間が溶ける！ヨロイ元帥登場, Ā! Ningen ga Tokeru! Yoroi-gensui Tōjō?)
42. Les expériences du mutant Escargot sur les humains ! (カタツムリ人間の人体実験！, Katatsumari Ningen no Jintaijikken!?)
43. Ami ou ennemi ? Le mystérieux Riderman (敵か味方か？謎のライダーマン, Teki ka Mikata ka? Nazo no Raidāman?)
44. V3 contre Riderman (V3対ライダーマン, Buisurī Tai Raidāman?)
45. Le cadeau de Noël de Destron (デストロンのＸマスプレゼント, Desutoron no Ekkusumasu Purezento?)
46. Riderman, où vas-tu aller ? (ライダーマンよどこへゆく？, Raidāman yo Doko e Yuku??)
47. Ambuscade ! Le Grand Chef de Destron !! (待ち伏せ！デストロン首領！！, Machibuse! Desutoron Shuryō!!?)
48. Regardez ! Le visage du Grand Chef de Destron !! (見た！デストロン首領の顔！！, Mita! Desutoron Shuryō no Kao!!?)
49. Une fusillade éclate ! Shiro Kazami tombe !! (銃声一発！風見志郎倒る！！, Jūsei Ippatsu! Kazami Shirō Taoru!!?)
50. Une petite amitié (小さな友情, Chiisa na Yūjō?)
51. Tu es Kamen Rider numéro 4 !! (ライダー四号は君だ！！, Raidā Yongō wa Kimi da!!?)
52. Le dernier jour de Destron (デストロン最後の日, Desutoron Saigo no Hi?)

## Films
- 1973 : Kamen Rider V3 (version cinéma de l'épisode 2).

Il s'agit d'un version cinéma de l'épisode 2 de la série Le dernier testament des Double Riders (ダブルライダーの遺言状, Daburu Raidā no Yuigonjō). Lors d'un combat contre des agents de Destron, Shiro Kazami vient en aide à un prêtre attaqué par le mutant Hasami Jaguar (ハサミジャガー, Hasami Jagā), sans savoir que l'Eglise où officie le prêtre est une facade d'une cachette de Destron. Après avoir découvert les plans de l'ennemi, Kamen Rider V3 et les Double Riders doivent empêcher Destron de réduire Tokyo en cendres à l'aide d'un engin nucléaire.
- 1973 : Kamen Rider V3 contre les Mutants de Destron.

Un physicien du nom de Tetsuo Okita découvre un nouveau minerai appelé Satanium, encore plus puissant que l'uranium et émettant un rayonnement mortel pour les personnes qui y sont exposées. Destron enlève Okita en espérant découvrir l'origine du Satanium et en récolter davantage afin de servir leurs plans de domination mondiale. Kamen Rider V3 doit agir rapidement afin de sauver le professeur Okita et empêcher Destron de récupérer plus de ce minerai mortel.
- 2007 : Kamen Rider The Next.

(ré-actualisation de la création du personnage, dans la lignée de Kamen Rider The First). 

## Anecdotes
Hiroshi Miyauchi (en), l'interprète original de Kamen Rider V3 reprend le rôle du mentor des Riders, Tobei Tachibana dans  Kamen Rider The Next en 2007.
Le chef de l'organisation Destron se révèle dès le premier épisode être le chef des organisations SHOCKER et Gel-SHOCKER de la série précédente. On comprend donc rapidement que l'individu abattu lors de la fin de la série précédente n'était qu'une "doublure". Ce sera encore le cas dans cette série (le"chef" qui sera abattu ne sera qu'une créature contrôlée à distance avec un magnétophone dans la tête) et le "Great Leader" (nom donné à l'inconnu contrôlant ces organisations)  reviendra hanter anciens et nouveaux riders dans plusieurs des séries et films suivants de la franchise.